# Huaca Pucllana
Huaca Pucllana es un sitio arqueológico perteneciente a la cultura Lima del periodo de los desarrollos regionales (200-700 d. C.), ubicado en el distrito de Miraflores, ciudad de Lima, capital del Perú. El complejo arqueológico estuvo abandonado por muchos años, se usaba como muladar e incluso servía para la práctica del motocross. En los últimos 40 años, es investigado, conservado y restaurado desde 1981 por un equipo multidisciplinario dirigido por la especialista Isabel Flores Espinoza con el apoyo del Ministerio de Cultura del Perú y la Municipalidad de Miraflores. Se ha constituido como uno de los principales atractivos turísticos de Lima Metropolitana y en el sitio arqueológico de Lima más investigado. Está construido casi en su totalidad con adobes, y rellenos de cantos rodados y arena. Está conformado por una pirámide de 25 metros de altura y un conjunto de patios, plazas y recintos al noreste de esta. Cuenta con una sala de exposiciones, circuito de visitas y otros atractivos.   
Cuenta con seis hectáreas, pero hacia la década de los años cuarenta del siglo XX el área triplicaba la actual; el abandono y el desinterés en el pasado hicieron que valiosas evidencias y pirámides de menor tamaño fueran destruidas para la construcción de viviendas, avenidas y parques. Durante esas épocas, la huaca también era denominada Huaca Juliana.
El nombre Pucllana es de origen colonial; la etnohistoriadora María Rostworowski menciona que en documentos coloniales el curaca don Pedro Chumbi Charna, de Huatca, menciona el sitio de Pugliana como uno de los límites de sus posesiones; otros documentos coloniales hablan del sitio con el nombre de Pullana o Puliana.  
Otra explicación del nombre puede provenir del quechua Huaca que significa "sagrado"; y, Pucllana "lugar de juego", el lugar fue un centro ceremonial construido por la cultura Lima entre los años 200-700 d. C. La divinidad principal fue el mar representada a través del tiburón, peces, lobos marinos, anguilas, entre otros; halladas en diversas cerámicas. Asimismo, la Huaca Pucllana se divide en dos partes: la superior en la que se presume que descansaba la élite y la inferior.

## Ubicación
Huaca Pucllana se encuentra ubicada en la costa central del Perú, en la margen izquierda del valle bajo del Río Rímac en una zona originalmente irrigada con un ramal del canal de Surco. Originalmente la zona era campo de cultivos y se encuentra a menos de dos kilómetros de los acantilados al borde del océano Pacífico. Políticamente se encuentra en el departamento de Lima, provincia de Lima, distrito de Miraflores, entre las calles Independencia, General Borgoño, Elías Aguirre y García Calderón. Está totalmente integrada al entorno urbano.
Esta ubicación le dio en la antigüedad acceso rápido al litoral, al ecosistema de lomas y control de las bocatomas de los canales de riego. Al observar en la actualidad el paisaje urbano que la rodea es difícil imaginarse el ambiente original de campos de cultivo, bosques y humedales.

## Cronología
El sitio tiene tres ocupaciones prehispánicas claramente definidas:
- Una ocupación original, responsable de la arquitectura monumental, perteneciente a la cultura Lima (400-700 d. C. aproximadamente) del periodo de los desarrollos regionales;  estableció una sociedad teocrática local; asimismo, se preocupó en la construcción y funcionamiento de un centro ceremonial. Por otro lado, durante la estadía de la cultura Lima, se presentó un auge en Pucllana, especialmente, en la zona del valle Rímac.
- Una ocupación funeraria de la cultura Huari (800-900 d. C.), que reutiliza el sitio tras un periodo de abandono para enterrar a personajes importantes de la élite Huari; por ello, se destruyó parcialmente algunas construcciones, estos fardos funerarios se encontraron en lugares como Ancón, Cajamarquilla, Catalina Huanca, Nievería, Huaca Pucllana, y un poco más al sur, en el valle de Asia, Huaca Malena.También, en estas tumbas se encontraron elementos de carácter espiritual, ofrendas de cuerpos de infantes y alimentos.
- Una ocupación tardía, post huari, asociada a cerámica de estilo Ychsma (1000-1532) que utiliza el sitio como cementerio, repositorio de ofrendas y probablemente como aldea; se instaura una sociedad local donde se comienza a reconocer la relevancia de Pachacamac, se usó como repositorio de ofrendas; respecto a las vasijas, estas en su mayoría representaban a féminas, dándonos a entender que esta cultura tenía un fuerte vínculo con las mujeres de su sociedad ; estas vasijas, a su vez, reemplazaron los sacrificios humanos que fueron usados en la sociedad de los lima. .

Durante su funcionamiento como centro ceremonial de la cultura Lima fue contemporáneo a otros sitios como Maranga, Cajamarquilla, Pachacámac, Catalina Huanca, Copacabana, entre otros.

## La ocupación ceremonial de la Cultura Lima

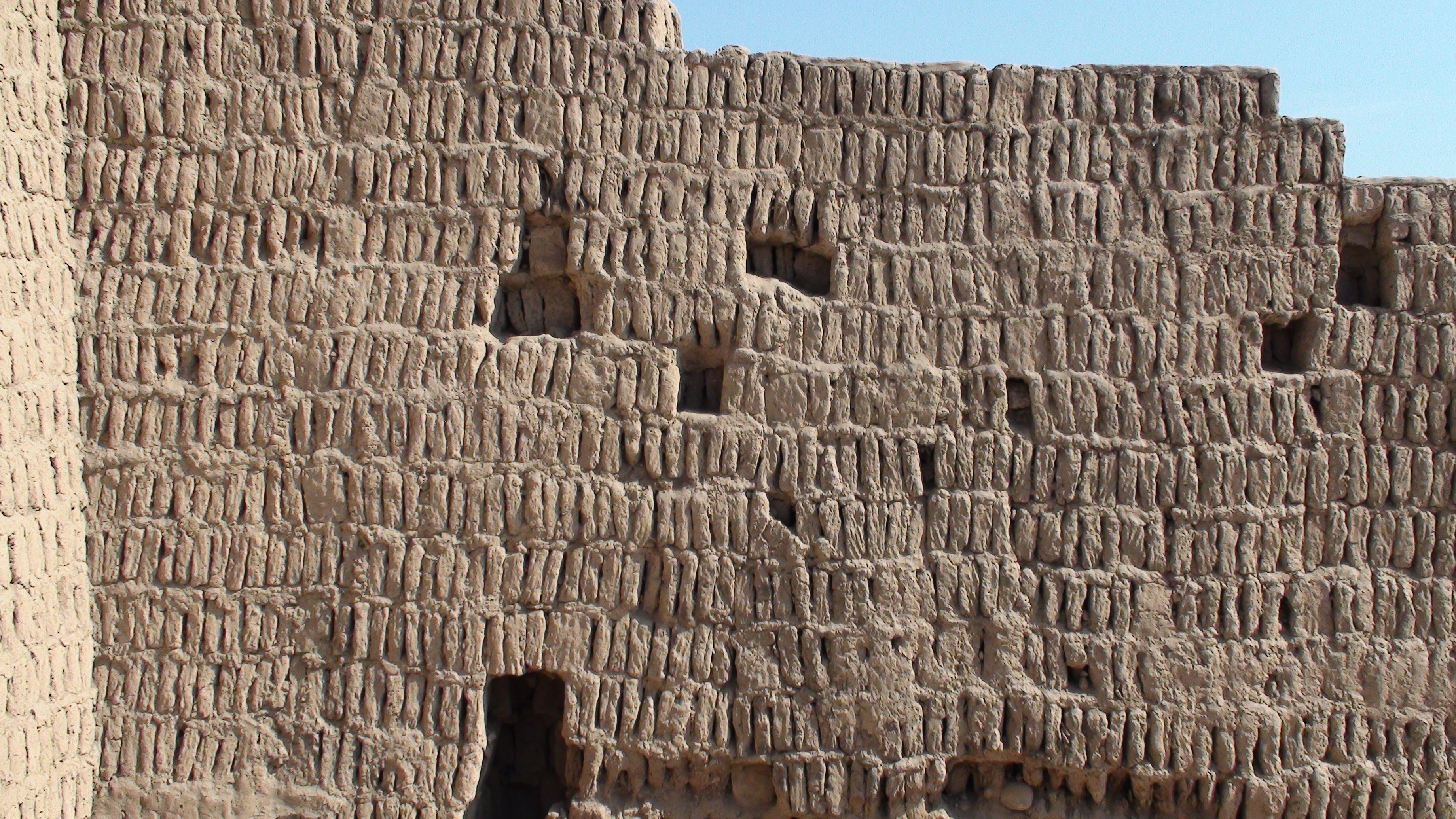
Muro hecho mediante la 'técnica del librero' o adobitos.

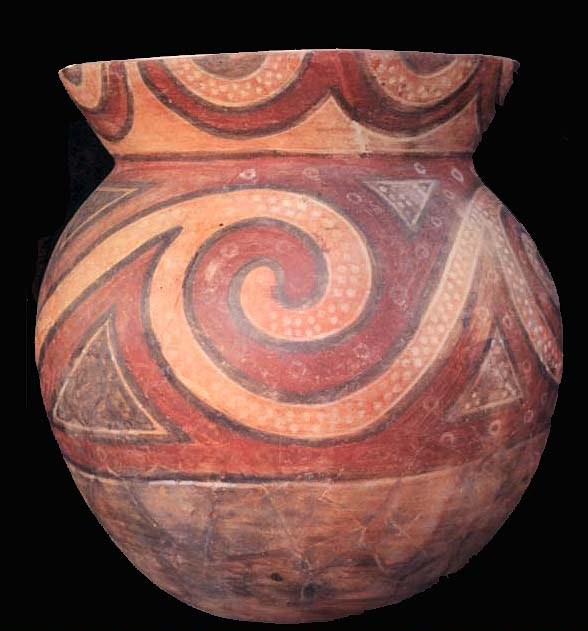
Cerámica con figuras estilizadas de olas del estilo Lima tardío.

El sitio fue construido, probablemente, a partir de los primeros siglos de la era cristiana pero alcanzó su apogeo a partir del siglo V. Originalmente estuvo compuesto por un conjunto de pirámides, plazas, patios y accesos en rampas, todo construido sobre la base de barro, sea por medio de tapiales o los adobes con forma de paralelepípedo rectangular en posición vertical que caracterizan a la cultura Lima.
La técnica constructiva predominante consiste en colocar los adobes en posición vertical con la argamasa en la base y en la parte superior dejando a los lados pequeños espacios vacíos; esto le da un aspecto de libros en un estante, motivo por el cual el estudioso Pedro Villar Córdova le denominó ‘técnica del librero’. Asimismo, los muros están formados por paneles de forma trapezoidal y tienen una ligera inclinación que lleva a que los muros tengan la base más ancha que la cabecera, alcanzando así un equilibrio físico y estético, esto les permitió a los mura estabilidad durante movimientos sísmicos. Los muros pueden alcanzar hasta ocho metros de altura (los que definen los lados de la gran pirámide) y los de la parte baja del sitio hasta cuatro.
Lo que se puede observar del sitio en la actualidad es el resultado de sucesivas construcciones realizadas tras el relleno de las anteriores; el edificio alcanza así su altura y área actual. Debajo de lo que se observa hoy se hallan edificios anteriores sepultados por gran cantidad de relleno de cantos rodados y arena gris.
Los muros eran cubiertos por capas de barro fino a manera de enlucido que muchas veces era pintado de color amarillo. Este color parece tener una connotación sagrada muy importante para los constructores del sitio. En algunos muros de la pirámide hay grafitis.
La cerámica corresponde a las fases tardías del estilo Lima caracterizada por la presencia de tres colores: rojo, blanco y negro, teniendo casi siempre decoración inspirada en motivos marinos como tiburones, olas, lobos de mar, anguilas, pulpos, etc. Hacia el final de la ocupación Lima aparece el estilo Nievería con representaciones con fuerte influencia de la costa y sierra sur. 
Si bien el sitio no es un cementerio se han reportado entierros de individuos de élite, colocados en camillas con escaso ajuar funerario. La mayor parte de los restos humanos hallados corresponden a sacrificios humanos. En el 2010 se reportó el hallazgo del entierro de un hondero de la cultura Lima en la parte central de la pirámide, lo que puede indicar la existencia de una elite guerrera.
Las poblaciones que tributaban a Pucllana y requerían sus servicios religiosos fueron agricultores y pescadores, debiendo estos últimos tener cierta importancia debido a la reiterativa presencia de figuras asociadas al mar halladas en diversos objetos rituales. Lamentablemente los restos de aldeas de gente común de esta época no se han conservado. Y, por último, respecto a los antiguos habitantes de Pucllana, principalmente su dieta constaba de comidas marinas, maca, maíz, frejoles, etc. Además, a raíz del hallazgo de las huellas verdaderas de los hombres de Pucllana se logró determinar la altura máxima, la cual era de 1.50 hasta 1.60 en general.

### La gran pirámide

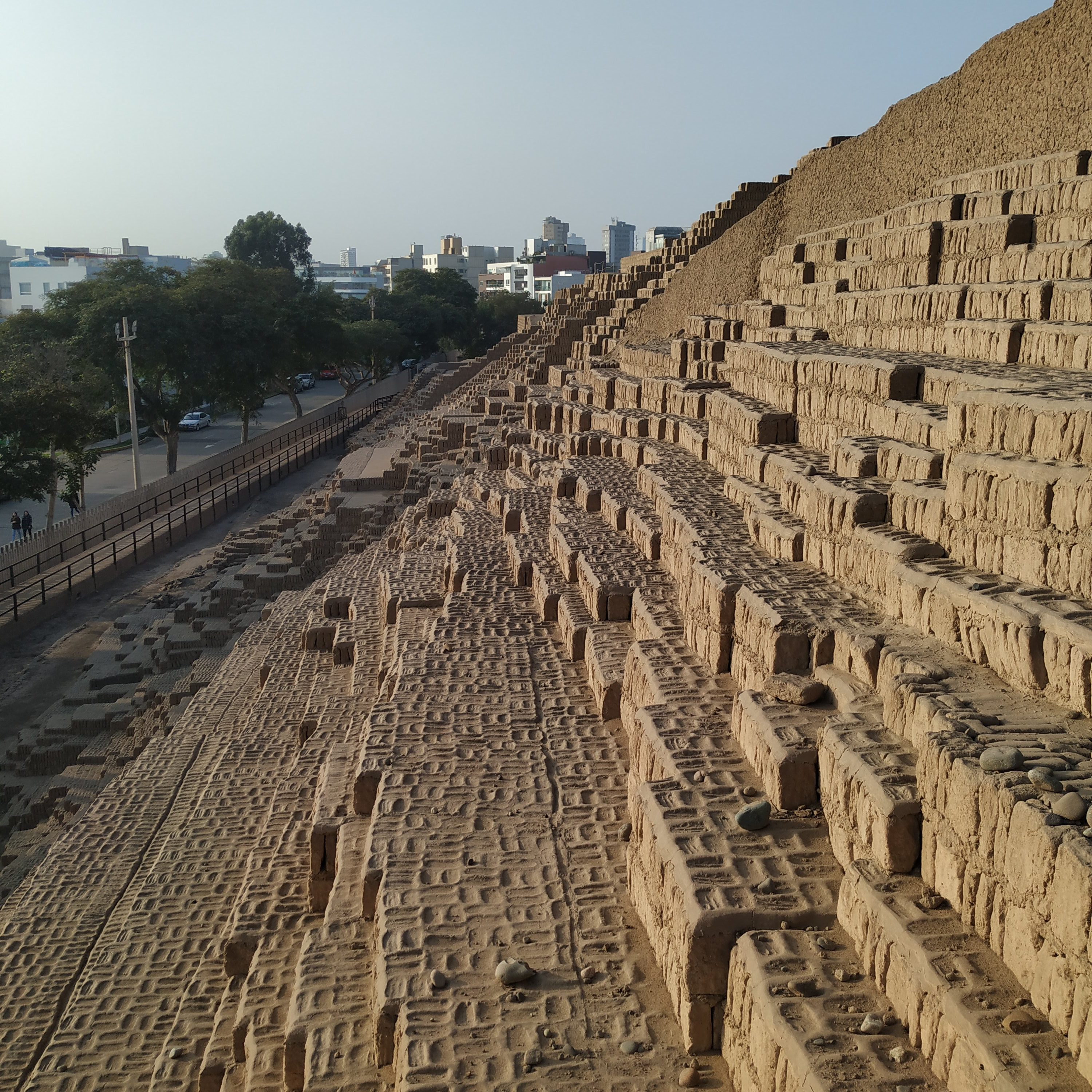
Cara oeste de la Gran Pirámide de la Huaca Pucllana

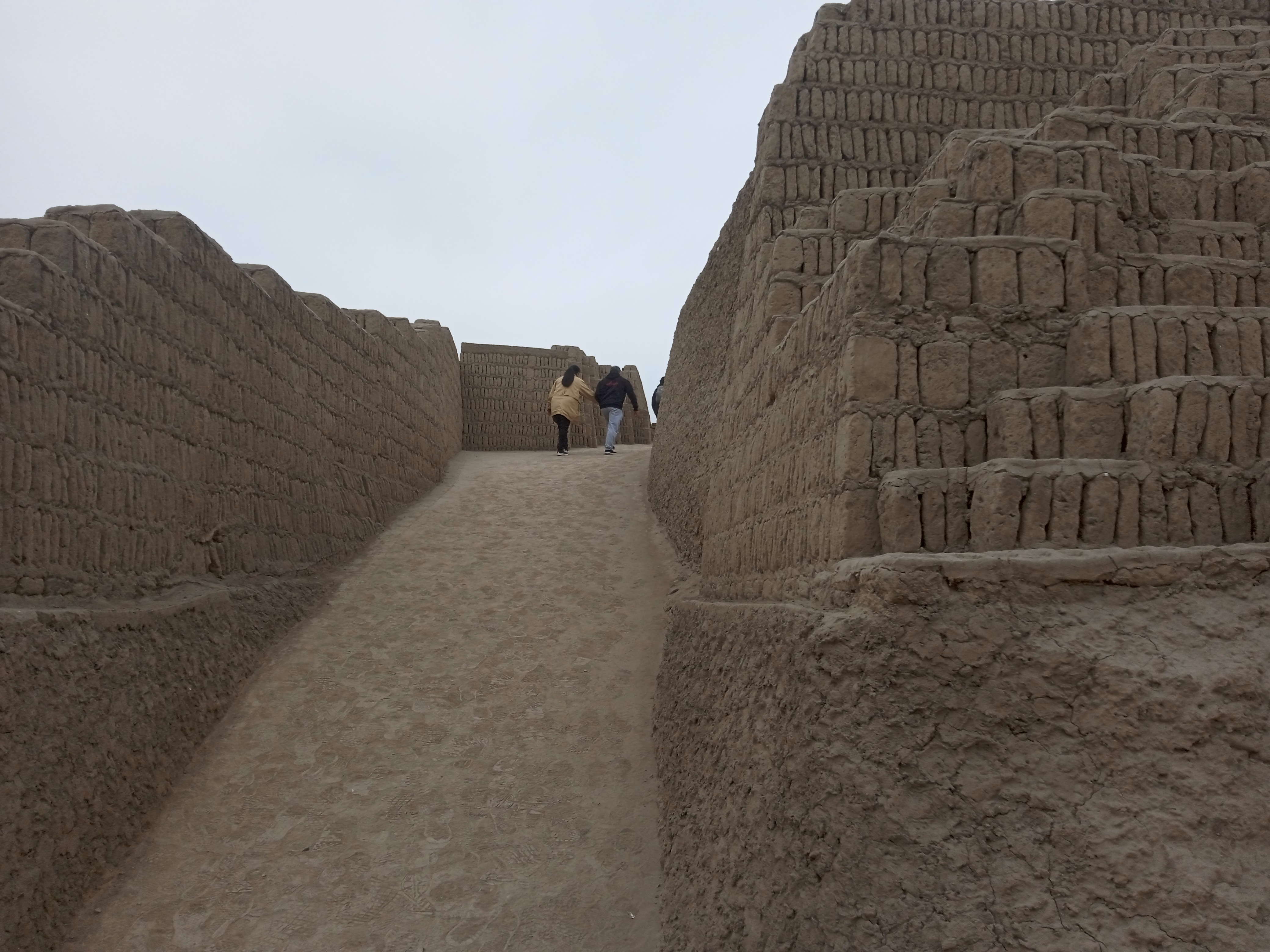
Rampa de acceso a la parte alta de la pirámide de Huaca Pucllana.

La gran pirámide es escalonada y tiene forma alargada, orientada de suroeste a noreste, su superficie está ocupada por patios con estructuras escalonadas pintados de amarillo, se accede a cada nivel superior mediante rampas en forma de zigzag y pasadizos. Debido a la costumbre de remodelar constantemente el edificio, muchos muros y otros elementos arquitectónicos fueron destruidos por los constructores antes de los trabajos para la nueva arquitectura, lo que dificulta un poco la interpretación acerca del manejo del espacio. 
Cada cierto tiempo, la pirámide sufría cambios en sus modelos arquitectónicos. Previo a estas transformaciones, se realizaban sacrificios humanos, banquetes, elaboración de hoyos y rompimientos de vasijas en forma de rituales, los cuales le otorgaban un sentido de sacralidad al espacio. Probablemente, estas actividades estaban relacionadas con el proceso de remodelación del sitio. Estos cambios arquitectónicos se realizaron en los últimos 200 años de la ocupación de la sociedad Lima, lo que posiblemente haya demandado abundante mano de obra de los lugareños hasta la llegada de la élite Wari, quienes encontraron abandonada la pirámide y establecieron un cementerio en su cima.
De acuerdo con el arqueólogo Pedro Vargas Nalvarte, existen tres etapas bien diferenciadas en la construcción de la gran pirámide, después de haber hecho una clasificación según el material utilizado. Así, en la primera fase, temporalmente ubicada en Lima Medio, se levantaron tapiales. En la segunda etapa, se construyeron adobes paralepípedos cuadrangulares a fines de Lima Medio. Por último, en la última fase, se elaboraron adobes paralepípedos rectangulares con la técnica antisísmica del librero. Aquí, el sitio arqueológico alcanzó su máxima extensión.
La pirámide debió ser el edificio principal del sitio, desde donde se dominaba el paisaje y se podía controlar la población pero, además de ello, su función religiosa fue la principal. Los espacios públicos pintados de amarillo congregaron personas de importancia que, probablemente, participaban de ceremonias para estrechar los lazos de cohesión y rendir culto a los antepasados y a las divinidades adoradas por ellos. En el extremo Sur se han encontrado zonas de enterramiento de personajes de la elite Lima, tanto adultos como niños.
Durante la ocupación de la Cultura Huari las partes más altas de la pirámide fueron destruidas y convertidas en un cementerio de élite.

### Rituales de sello de la arquitectura

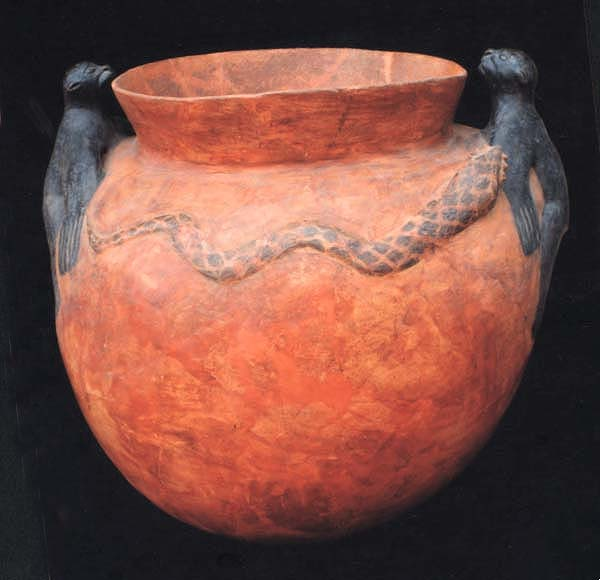
Vasijas como esta, decorada con lobos marinos y anguilas, eran rotas en rituales previos a la remodelación de la arquitectura.

Se han definido tres actividades rituales que se realizan antes o durante el transcurso de la remodelación de la arquitectura: sacrificios humanos, rompimiento de vasijas y banquetes rituales. Estos se llevaban a cabo de manera más o menos simultánea y parecen tratarse de ceremonias de agradecimiento a las divinidades.
Los restos humanos hallados en medio de los rellenos o sobre los pisos cubiertos consisten mayoritariamente en mujeres jóvenes; por ejemplo, en Hatun Pata (plaza grande) se encontraron 26 mujeres sacrificadas, no se sabe con exactitud las razones; sin embargo, se maneja la hipótesis de un ritual de reconstrucción dado que los lima reconstruían periódicamente sus espacios por la llegada de un nuevo líder al lugar, una línea que llevaba la destrucción, ofrendas y reconstrucción que solo eran dadas en la parte inferior del santuario. De igual manera, se sacrificaban varones y niños, pero en cantidad mucho menor. Los análisis antropológicos revelan gran violencia en la muerte. Los cuerpos fueron colocados entre el relleno apenas envueltos en sencillas telas, sin ofrendas de ningún tipo.
Además, los arqueólogos han encontrado pequeños agujeros de 20 centímetros de profundidad en la parte alta de la gran pirámide, en los cuales se depositaban ofrendas en honor a los dioses de la cultura Lima en rituales religiosos. Así, los hallazgos arrojan restos de moluscos, vegetales y huesos de pescado, que servían como ofrendas en sus actividades rituales.
Es constante también la presencia de restos de vasijas rotas en contextos similares a los de los cuerpos humanos descritos. Se interpreta esto como ceremonias de rompimiento de vasijas similares a las realizadas en la costa y sierra sur durante el horizonte medio. Se trata de vasijas de gran tamaño con compleja decoración de temas marinos.
Se encuentra también restos de alimentos y vasijas de uso doméstico rotas asociadas a rampas y pasadizos, lo que se interpreta como restos de banquetes donde predominaban los alimentos de origen marino, sobresaliendo entre ellos, por su valor ideológico y volumen de carne aportado, el tiburón. La mayor parte de las vasijas halladas en estos contextos son para cocer alimentos y para servirlos.
Por último, en unas excavaciones realizadas en 2007, se encontraron dos restos humanos en la quinta plataforma, que estaban relacionados con sacrificios. Efectivamente, estos sirvieron como relleno constructivo, vinculados a una remodelación arquitectónica. Además, los restos de estos dos individuos se usaron como base para la última construcción hecha en dicha plataforma, ubicada temporalmente en el Horizonte Medio 1B.

## La importancia del tiburón en Huaca Pucllana

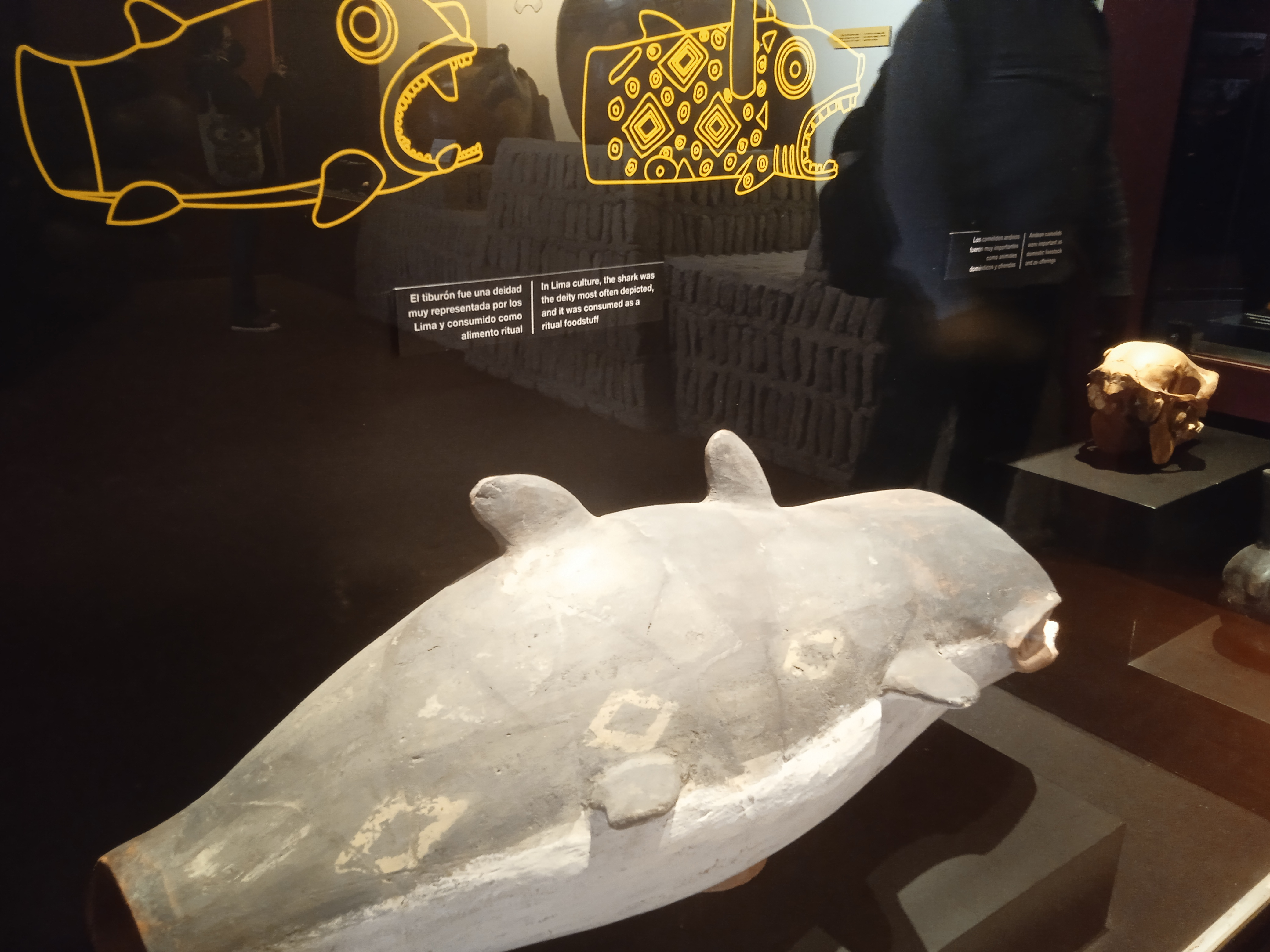
Escultura de tiburón, animal bastante utilizado como fuente de alimentación y en los rituales de la cultura Lima.

En las sociedades asentadas cerca al mar, los peces son una temática recurrente en sus manifestaciones culturales como la cerámica y los textiles. Así, se han encontrado figuras de tiburones en Pucllana, Maranga y el valle de Chancay.
Entonces, en el plano de la iconografía, la figura del tiburón tuvo un carácter simbólico en Huaca Pucllana. Estos peces condrictios aparecen como dibujos en vasijas, relacionados con cambios arquitectónicos. En este sentido, en la investigación hecha por José Apolín y Pedro Vargas Nalvarte definieron cuatro tipos de contexto en el que se ve involucrado la presencia del tiburón: como ofrenda y sello, banquetes rituales, rellenos constructivos y rituales funerarios, los cuales se dieron antes o durante la remodelación de la arquitectura del sitio. Un caso ejemplificador lo constituye el hallazgo de un cántaro de gran tamaño con la figura de un tiburón sobre un piso de un recinto antes de ser enterrado, todo como parte de la remodelación.
Muchos restos de tiburones han sido encontrados en banquetes rituales junto a pedazos de cerámica Lima. Se ha evidenciado un mayor consumo de carne de tiburón en los rituales por la gran cantidad de restos hallados. Asimismo, hay vestigios con la presencia del tiburón en textiles de ajuares funerarios. A su vez, estos banquetes se relacionan con la práctica de sacrificios de mujeres. Cabe aclarar que el tiburón estaría restringido a rituales donde solo un grupo selecto de personas participaban de estos. Finalmente, se puede plantear la existencia de un culto marino, en el que destaca la figura del tiburón como símbolo de la divinidad del mar.

## Pucllana en la actualidad
El sitio es investigado, conservado y restaurado desde 1981 por el equipo multidisciplinario de la doctora Isabel Flores Espinoza en el marco de un convenio de cooperación interinstitucional entre la Municipalidad de Miraflores y el Ministerio de Cultura. Se encuentra protegido por las leyes de protección del patrimonio cultural y es uno de los principales atractivos turísticos de Lima atrayendo a miles de visitantes al año. En 1984 se inauguró una pequeña sala de exposiciones que permite exhibir los principales hallazgos realizados en el sitio. Un circuito turístico permite recorrer el sitio. El ingreso se cobra y hay atención de guiados en español, inglés, japonés y francés.

## Atractivos para visitar

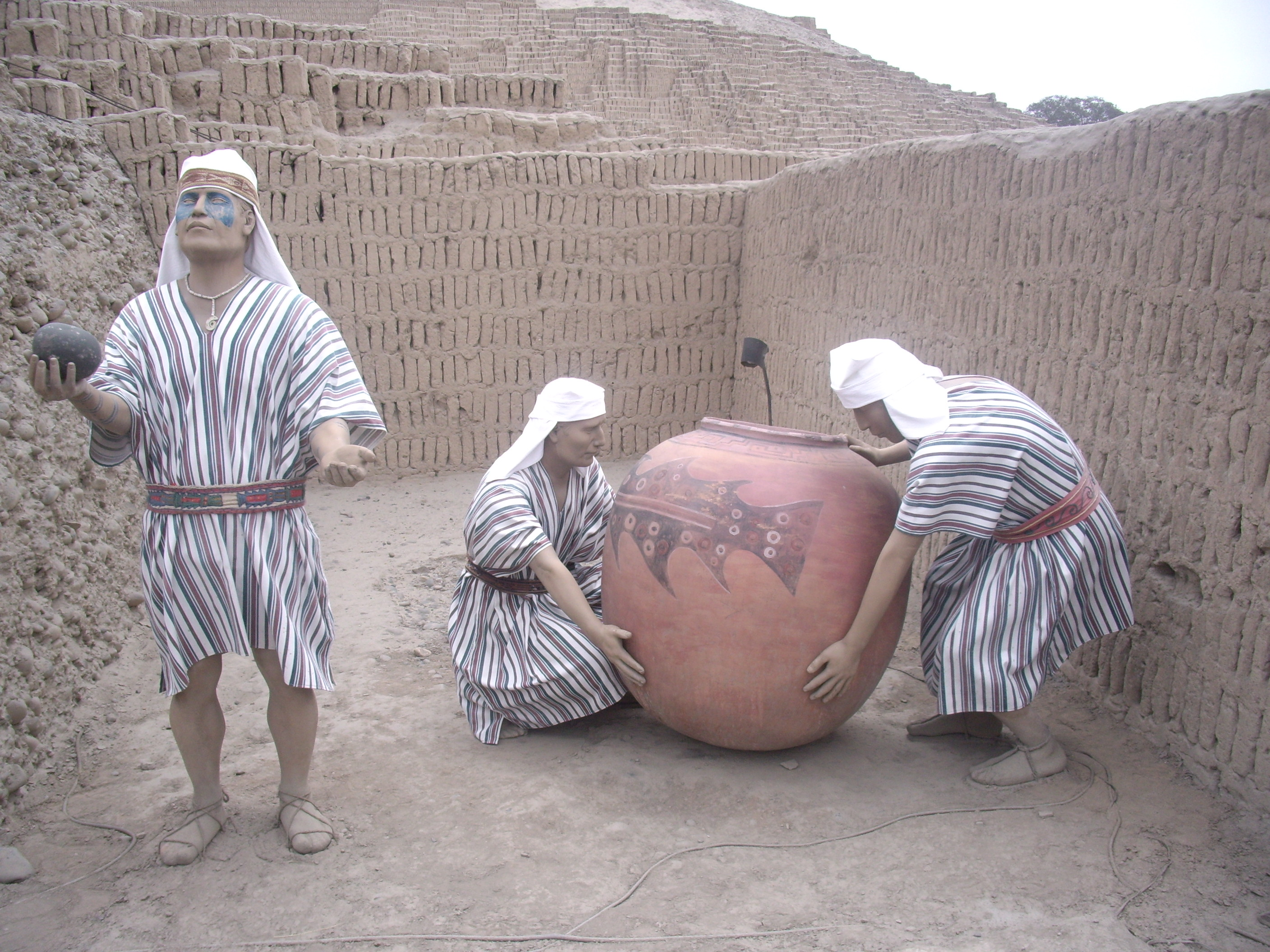
Recreación de ritual de ofrenda de vasija, cultura Lima.

### El recorrido por el sitio
La tercera parte de la pirámide y la integridad de la parte baja están acondicionadas con un circuito turístico que permite conocer de cerca los diversos espacios usados cuando el sitio fue un centro ceremonial. En algunos recintos y patios se han habilitado recreaciones a tamaño natural de pobladores de la cultura Lima realizando diversas actividades (fabricación de adobes, ceremonias, etc.) así como de tumbas de la cultura Huari, acompañadas de fotografías del proceso de excavación; esto permite un entendimiento más claro del pasado del sitio. Recientemente se inauguró la recreación de un ritual de ofrendas de la cultura Ychsma donde se aprecia a personajes de pueblo en actividades rituales. Asimismo, el visitante tiene la oportunidad de observar a los arqueólogos trabajando pues las zonas intervenidas no se ocultan al público. No se busca sólo mostrar el pasado del sitio sino cómo este se recupera mediante la paciente labor de los arqueólogos y conservadores.

### La sala de exposiciones

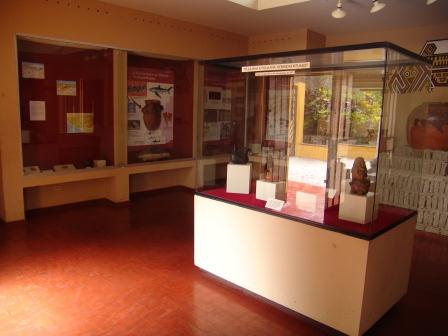
Vista interna de la sala de exposiciones.

El sitio cuenta con una pequeña sala de exposiciones, inaugurada en 1984, en la que se muestra parte de los hallazgos realizados en el sitio. La mayor parte de los objetos corresponden a la cultura Lima, resaltando los cántaros ceremoniales, ofrendas mortuorias en miniatura, esculturas en cerámica de tiburones e implementos usados en los sacrificios. Una muestra de textiles polícromos bien conservados de la cultura Huari complementa la exhibición de algunas ofrendas halladas en las tumbas. Todo esto se complementa con infografías, recreaciones y fotografías acompañadas de textos cortos en un lenguaje claro y sencillo.

### El parque de flora y fauna nativa

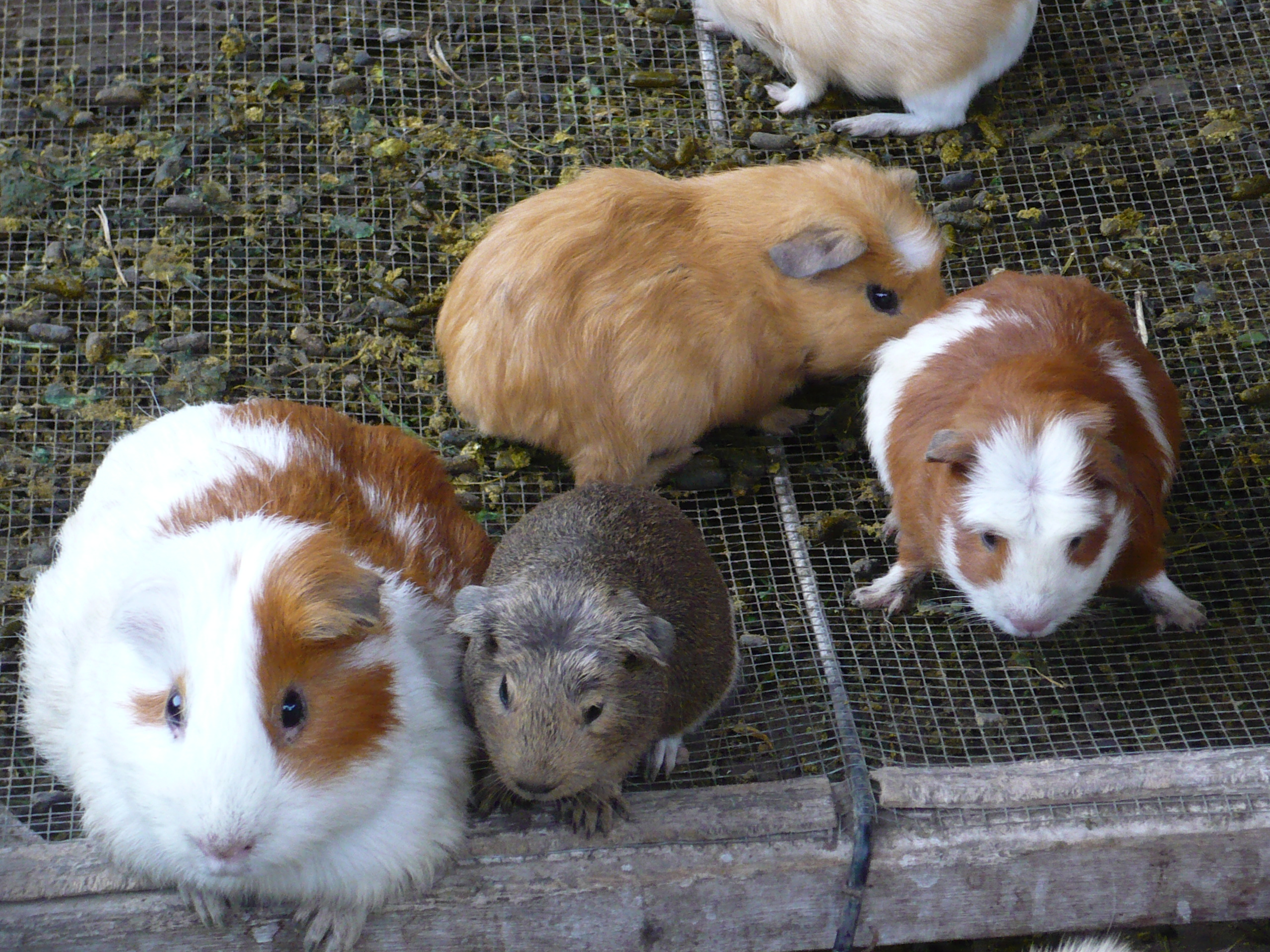
Cuyes en el parque de flora y fauna nativa.

Se considera un objetivo importante mostrar que aspectos de las culturas antiguas que habitaron Pucllana permanecen en la actualidad, esto se logra mostrando como las plantas y animales que se cultivaron y criaron en ese tiempo son parte importante de la vida de un limeño o peruano actual aún. Diversas plantas como maíz, pacae, guayaba, tuna, tara, guarango, etc. se exhiben junto a camélidos sudamericanos, patos criollos o joke en lengua muchik, cuyes y perros peruanos sin pelo. Estos cánidos son ahora Patrimonio Cultural de la Nación, pero en Huaca Pucllana han sido criados desde antes de esto, constituyendo un sitio pionero en la conservación y revaloración de esta especie nativa.

## Línea de tiempo
La construcción de la gran pirámide de Huaca Pucllana habría empezado en el 200 d. C. y su máxima extensión se habría dado hasta el 700 de nuestra era. Esta edificación se construyó en un lapso que abarca el periodo denominado Intermedio Temprano hasta inicios del Horizonte Medio. El templo fue administrado, inicialmente, por una casta sacerdotal de la cultura Lima. Luego, será abandonado por razones aún desconocidas y la élite Wari lo aprovechará como cementerio. Más adelante, serán los Ichma quienes se apoderen del sitio para continuar con sus rituales y prácticas religiosas hasta la llegada de los españoles. En los años del Virreinato e inicios de la República, el sitio perderá importancia hasta su revaloración desde 1981 por el Instituto Nacional de Cultura (hoy Ministerio de Cultura).  